# Hypselistes fossilobus
Hypselistes fossilobus är en spindelart som beskrevs av Fei och Zhu 1993. Hypselistes fossilobus ingår i släktet Hypselistes och familjen täckvävarspindlar. Inga underarter finns listade i Catalogue of Life.